# Андреевка (Царичанский район)
Андреевка (укр. Андріївка) — село, Залелиевский сельский совет, Царичанский район, Днепропетровская область, Украина.
Код КОАТУУ — 1225681102. Население по переписи 2001 года составляло 41 человек.

## Географическое положение
Село Андреевка находится в 1 км от правого берега реки Орель, выше по течению на расстоянии в 1 км расположено село Канавы (Полтавская область), ниже по течению на расстоянии в 1 км расположено село Лозоватка. Река в этом месте извилистая, образует лиманы, старицы и заболоченные озёра.